# Шикин, Дмитрий Михайлович
Дмитрий Михайлович Шикин (28 августа 1991, Электросталь) — российский хоккеист, вратарь.

## Клубная карьера
Карьеру начинал в клубе ВХЛ «Кристалл». Дебют пришёлся на сезон 2007/2008, в котором провел 14 матчей. В сезоне 2008/2009 был основным вратарем команды, проведя в общей сложности 39 игр.
На драфте юниоров КХЛ 2009 под третьим номером был выбран командой «Амур». Проведя за молодёжную команду «Амурские тигры» 6 матчей, был обменян в СКА, где играл за молодёжную команду «СКА-1946».
Сезоны 2011/2012 и 2012/2013 провёл в ХК ВМФ.
22 декабря 2013 года дебютировал в составе СКА против «Нефтехимика» (3:1). После чего сыграл против рижского «Динамо» (4:3 Б) и был вновь возвращен в состав «ВМФ-Карелия».

## В сборной
На чемпионате мира среди молодёжных команд 2011 года Дмитрий Шикин был основным вратарем сборной России, проведя в общей сложности 6 матчей. Вместе с командой стал чемпионом мира.

## Достижения
- Победитель Subway Super Series: 2010
- Чемпион мира 2011 года среди молодёжных команд (U20)